# 3-A-Regel
Die 3-A-Regel (auch: die „drei A des Strahlenschutzes“, AAA-Regel) findet bei ABC-Einsätzen der Rettungsdienste und Feuerwehren sowie generell beim Umgang strahlenden Stoffen Anwendung. Sie greift nahtlos in die GAMS-Regel ein, vor allem dann, wenn Arbeiten in der Gefahrenzone durchgeführt werden müssen.
Die 3-A-Regel besagt:
- Abstand
- Aufenthalt
- Abschirmung[2]

## Abstand
Der Abstand zum gefährlichen Stoff soll möglichst groß sein. Da die Wirkung von Schadstoffen wie zum Beispiel ionisierender Strahlung mit der Entfernung stark abnimmt, ist eine sichere Entfernung der beste Schutz. Aus diesem Grund ist auch auf eine der Situation entsprechend bemessene Absperrung zu achten. Aber auch beim Hantieren mit strahlenden Stoffen selbst wird durch Verwendung von Distanzwerkzeugen, wie Greifzangen oder einer Schaufel auch auf den notwendigen Abstand Bedacht genommen.
Gerade beim Umgang mit radioaktiven Stoffen ist die Einhaltung eines Sicherheitsabstandes wichtig. Hierbei kommt das quadratische Abstandsgesetz zum Tragen. Dieses sagt nämlich: „Verdoppelt man die Entfernung zu einer Strahlenquelle, so verringert sich die Dosisleistung auf ein Viertel.“
{\displaystyle DL_{2}=\left({\frac {r_{1}}{r_{2}}}\right)^{2}\ \cdot \ DL_{1}}

## Aufenthaltsdauer
Je kürzer die Aufenthaltsdauer in der Gefahrenzone, umso weniger Schadstoff kann auf den Körper einwirken. Dies ist deshalb besonders wichtig, da sich die Konzentration der Schadstoffe im Körper meist summiert.

## Abschirmung
Unter den Begriff Abschirmung fällt vor allem das Aufsuchen einer geeigneten Deckung (z. B. bei Explosionsgefahr – Behälterzerknall), als auch das Abschirmen mittels geeigneter Schutzkleidung. Dies fängt bei der persönlichen Schutzausrüstung an (Schutzstufe 1 – gegen thermische Strahlung) und geht bis hin zu gasdichten Chemieschutzanzügen mit zusätzlicher thermischer Isolierung (Schutzstufe 4). Die Minimalausrüstung im Schadstoffeinsatz (vor allem bei Erkundungen und Menschenrettung) sollte aus der kompletten persönlichen Schutzausrüstung samt schwerem Atemschutz bestehen.
Siehe auch: Halbwertsschicht im Strahlenschutz

## 4A-Regel
In der Schweiz wird in der ABC-Wehr die Faustregel um ein viertes A ergänzt, welches für Atemschutz steht, welcher grundsätzlich bei ABC-Ereignissen vorgeschrieben ist. Besonders im medizinischen oder technischen Bereich wird das vierte A auch als Aktivität interpretiert. In beiden Fällen redet man von der 4A-Regel.

### Aktivität
Unter Aktivität wird die Strahlung eines Stoffes bezeichnet. Daher soll die Aktivität möglichst gering sein. Dieser Punkt wird vor allem in der Industrie benutzt, da die Aktivität des Stoffes bekannt sein muss. Deshalb wird dieser vierte Punkt auch in der Merkregel für Einsatzkräfte nicht berücksichtigt.